# Nezgodna
Nezgodna je četvrti studijski album hrvatske pop pjevačice i kantautorice Antonije Šole, koji 10. prosinca 2013. godine objavljuje diskografska kuća Dallas Records. 
Na albumu su sudjelovali brojni glazbenici, neki od njih su Dušan Bačić, Bojan Dragojević, Branimir Mihaljević, Marsell Benzon i sama Antonija Šola, koja potpisuje glazbu i tekst za većinu pjesama.
Na uratku se nalazi trinaest pjesama, od kojih su dva dueta, "Halo dušo" s Petrom Dragojevićem i "Svaki dan je put" s Draženom Žerićem. Izdano je devet singlova: "Nezgodna", "Žigolo", "Imam sve", "Ne umire ljubav stara", "Nešto kao volim te", "Svaki dan je oput", "Loša navika" i "Živa meta".

## Pozdaina
Nakon velikog uspjeha prethodnog albuma "Zemlja sreće" iz 2009., Antonija je napravila veću pauzu od objavljivanja sljedećeg. Cijeli proces albuma dogodilo se spontano. Godine 2013. objavljuje spotove za "Žigolo", "Svaki dan je put" u duetu s Draženom Žerićem i naslovnu pjesmu "Nezgodna" koje su u kratkom roku preuzele top ljestvice slušanosti, te je na prijedlog Dallas Recordsa i velikog interesa publike odlučila objaviti svoj četvrti album, koji će sadržavati sve pjesme snimljene od 2010. godine. Autorski i koautorski Antonija potpisuje glazbu i tekst većine pjesama, dok joj je glavni suradnik, autor i producent Branimir Mihaljević. Osim s njim, surađivala je i s Dušanom Bačićem i aranžerom Bojanom Dragojevićem

## Komercijalni uspjeh
Album je debitirao na prvom mjestu Službene top ljestvici prodanih albuma u Hrvatskoj. Singlovi s albuma zauzele su visoke pozicije na službenim hrvatskim top ljestvicama. Pjesme su predstavljene i nagrađivane na festivalima širom hrvatske, ali i u susjedstvu.

## Popis pjesama
| Br. | Skladba                 | Trajanje |
| --- | ----------------------- | -------- |
| 1.  | »Živa meta«             | 4:05     |
| 2.  | »Svaki dan je put«      | 3:44     |
| 3.  | »Nezgodna«              | 3:34     |
| 4.  | »Svirajte mi ljubavne«  | 3:09     |
| 5.  | »Imam sve«              | 3:25     |
| 6.  | »Djevojka broj jedan«   | 3:35     |
| 7.  | »Što da ne«             | 3:35     |
| 8.  | »Usne lažljive«         | 3:36     |
| 9.  | »Pod narkozom«          | 3:39     |
| 10. | »Loša navika«           | 2:53     |
| 11. | »Lagat ću«              | 3:43     |
| 12. | »Žigolo«                | 4:13     |
| 13. | »Nešto kao volim te«    | 3:59     |
| 14. | »Halo dušo«             | 3:43     |
| 15. | »Ne umire ljubav stara« | 3:59     |
| 16. | »Vjerujem u anđele«     | 3:43     |

## Vanjske poveznice
- Discogs (eng.)